# Pseudagrion guichardi
Pseudagrion guichardi é uma espécie de libelinha da família Coenagrionidae.
É endémica de Etiópia.
Os seus habitats naturais são: regiões subtropicais ou tropicais húmidas de alta altitude e rios.
Está ameaçada por perda de habitat.